# Iphis et Ianthé
Pour les articles homonymes, voir Iphis et Ianthé.

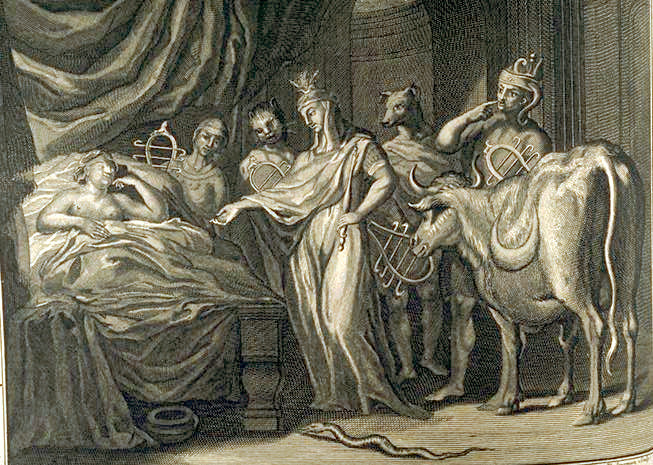
Le cortège d'Isis apparaissant à Téléthuse, gravure de pour le livre IX des Métamorphoses d'Ovide

Dans la mythologie grecque, Iphis et Ianthé sont deux jeunes Crétoises. Leur histoire n'est évoquée qu'au livre IX des Métamorphoses d'Ovide

## Mythe
Iphis, fille de Ligdos et de Téléthuse, est destinée à être mise à mort car son père, de condition modeste, ne voulait pas élever de fille. Mais le cortège d'Isis apparaît à Téléthuse, la déesse lui conseillant de garder l'enfant quel qu'en soit le sexe. Ainsi, l'enfant est appelée Iphis, nom épicène, et est élevée comme un garçon à l'insu de tous. À l'âge de treize ans :

« (...) son père lui destinait pour épouse Ianthé, aux cheveux blonds, fille de Télestès, et la plus belle des vierges de [Phaistos]. Pareil est leur âge, pareil aussi l'éclat de leurs attraits. Ensemble élevées, elles ont reçu des mêmes maîtres les mêmes leçons. Cependant un même trait les a blessées. (...) Ianthé, avec impatience, attend le jour où l'hymen doit l'unir à celle qu'elle croit un amant, et qui n'est qu'une amante. Iphis aime sans espérance ; vierge, elle brûle pour une vierge ; et cet obstacle irritant son amour, et retenant à peine ses larmes : « Quel succès, dit-elle, puis-je espérer en aimant ? quelle est cette passion étonnante, et bizarre, et nouvelle ? les dieux m'ont-ils été favorables en détournant l'arrêt de mon trépas ? et s'ils voulaient me conserver la vie, devaient-ils me donner des penchants que condamne la nature ? (...) »

— (Trad. G. T. Villevane)
Téléthuse fait repousser plusieurs fois les noces, mais devant céder, la veille du jour fatal, elle implore Isis de lui porter assistance : sous ses yeux, Iphis change alors de sexe. Ainsi, comme l'écrit Montaigne ( Essais, livre I, ch. XXI) :

« Et par vehement desir de luy et de sa mere,
Vota puer solvit, quæ foemina voverat Iphis. ("Le garçon Iphis fut exaucé dans la prière que fille, elle avait faite.") »

La légende d'Iphis et Ianthé constitue l'un des exemples explicites d'homosexualité féminine et de transidentité dans la mythologie grecque.

## Évocations artistiques
Cette histoire sera reprise notamment par Isaac de Benserade, qui en tirera en 1634 une comédie, Iphis et Iante, où le thème de l'homosexualité est abordé de façon plus directe que dans la version d'Ovide. Le nom d'Iphis sera aussi repris par Jean de La Bruyère dans la fable Les Caractères où un homme très efféminé (« esclave de la mode ») s'appelle ainsi. L'hexamètre d'Ovide cité plus haut, qui conclut sa narration, est stylistiquement imité par Christine de Pizan dans Le livre de la Mutation de Fortune : le changement de sexe s'opère au sein même de la grammaire d'une phrase ou d'un vers unique (postposition de Iphis chez Ovide, changement d'accord chez Pizan au milieu de la phrase).

## Source
- Ovide, Métamorphoses [détail des éditions] [lire en ligne] (IX, 666-797).